# أصدقاء مع المال
أصدقاء مع المال (بالإنجليزية: Friends with Money)‏ هو فيلم دراما تم إنتاجه في الولايات المتحدة وصدر في سنة 2006. الفيلم من إخراج نيكول هولوفسنر وكتابة نيكول هولوفسنر. من بطولة جينيفر أنيستون وجوان كوزاك وكاثرين كينر وفرانسيس مكدورماند وجايسون إسحاق.

## القصة
أولفيا وفراني وكريستين وجاين أربعة من الأصدقاء ثلاثة منهم أثرياء ومتزوجين بينما تعاني أولفيا مادياص من كونها خادمة في لوس أنجلوس. فراني وزوجها مات أثرياء وفي حالة سعادة بينما كريستين وزوجها ديفيدز يكتبون معاً سيناريوهات للمسلسلات التلفزيونية. في الوقت الذي تعاني جاين المصمة للأزياء في زواجها بعد إن فاجئ أرون زوجها الجميع بأنه مثلي الجنس. تقوم فرانى بترتيب موعد لأولفيا مع مايك أحد أصدقائها لتبدأ قصة حب بينهما.

## الميزانية والإيرادات
بلغت تكلفة إنتاج الفيلم حوالي 6.5 مليون دولار بينما حقق أرباحا تقدر بـ 18,245,244 دولار.

## وصلات خارجية
- أصدقاء مع المال على موقع IMDb (الإنجليزية)
- أصدقاء مع المال على موقع ميتاكريتيك (الإنجليزية)
- أصدقاء مع المال على موقع روتن توميتوز (الإنجليزية)
- أصدقاء مع المال على موقع نتفليكس (الإنجليزية)
- أصدقاء مع المال على موقع قاعدة بيانات الأفلام العربية
- أصدقاء مع المال على موقع ألو سيني (الفرنسية)
- أصدقاء مع المال على موقع Turner Classic Movies (الإنجليزية)
- أصدقاء مع المال على موقع أول موفي (الإنجليزية)
- أصدقاء مع المال على موقع بوكس أوفيس موجو (الإنجليزية)
- أصدقاء مع المال على موقع فيلمافينيتي (الإسبانية)